# Споменик 17. пука
Споменик 17. пука је подигнут од стране преживелих ратника 17. пешадијског пука, на месту где су сахрањени њихови погинули другови, за време Прве аустроугарске офанзиве и на почетку Церске битке. Налази се поред пута Шабац — Ваљево, на раскрсници пута за Владимирце, територија општине Владимирци.
Садашње гробље и споменик је дислоцирано десетак метара 70-тих година 20. века, приликом проширења магистралног пута и његовог асфалтирања.
Укупан број сахрањених био је 86, од којих је двадесетак породице пренеле у место порекла, после Првог светског рата, а пренесено и поново укопано око 70 ратника.

## Шабачка група
После артиљеријске припреме од 28. јула до 11. августа, до 13. августа 1914. године, на фронту дугом 160 km, Аустроугари су прешли реке Дрину и Саву и окупирале Шабац. Према наређењу команданта Треће српске армије, ојачани Шабачки одред, јачине 10 батаљона и 22 топа, имао је задатак да 14. августа 1914. године преотме Шабац. Одред је, под командом коњичког пуковника Јована Вељковића, сачињавао 6. пешадијски пук другог позива са брзометном батеријом и ескадроном, 17. пешадијски пук првог позива са брзометном батеријом, два батаљона 6. пешадијског пука трећег позива са шест Дебанжових топова. 
Напад је почео око 10 часова и постепено се развијао против посаде Шапца, коју је сачињавао само Данијев одред (44. пешадијски пук), помогнут једном батеријом са Турског Гробља, на левој обали реке Саве, пошто су остале батерије биле одвучене са 4. корпусом, приликом његовог рокирања на исток. Одбрану су помагали и монитори, који су тукли српску артиљерију и пешадију на Мишару и Потесу.

## Спомен обележје
Споменик је подигнут на раскрсници путева и тромеђи села Меховине, Лојанице и села Владимирци, на малој узвишици, у виду белог обелиска од камена са исписаним текстом: 
Официрима, подофицирима, капларима и редовима 17. пешад. пука погинулим за отаџбину у борби код Шапца 1. августа 1914. године. Другови, 
где је на споменику уписан датум по старом календару. Поред главног споменика постоје још 11 надгробних споменика са именима погинулих ратника, које су подигле породице.  